# Kwas metafosforowy
Kwas metafosforowy, nazwa Stocka: kwas metafosforowy(V) – nieorganiczny związek chemiczny z grupy kwasów tlenowych o empirycznym wzorze sumarycznym HPO
3. Otrzymać go można w formie szklistej masy przez ogrzewanie kwasu fosforowego w temperaturze ok. 320 °C. Składa się z mieszaniny kwasów cyklo-polifosforowych opisywanych wzorem ogólnym (HPO
3)
n, gdzie n = liczba jednostek fosforanowych (n ≥ 3), przy czym scharakteryzowane są związki o n = 3 lub 4.
Najmniejszą strukturę w tej serii (n = 3) stanowi kwas trimetafosforowy (cyklo-trifosforowy), (HPO
3)
3 lub H
3P
3O
9, tworzący pierścienie sześcioczłonowe (systematyczna nazwa addytywna według IUPAC: tri-μ-oksydo-tris(hydroksydooksydofosfor)).
Znaczenie ma też kwas tetrametafosforowy (cyklo-tetrafosforowy), (HPO
3)
4 lub H
4P
4O
12, CAS 13598-74-8. Można go otrzymać w reakcji dekatlenku tetrafosforu z kontrolowaną ilością wody w temperaturze 0 °C:
P
4O
10 + 2H
2O → (HPO
3)
4
Sole kwasów metafosforowych to metafosforany (cyklo-polifosforany), które są dobrze poznane dla n = 3–8, natomiast większe pierścienie zostały jedynie zidentyfikowane w mieszaninach.